# 左きゝの拳銃
『左きゝの拳銃』（ひだりききのけんじゅう、The Left Handed Gun）は1958年のアメリカ合衆国の西部劇映画。
ゴア・ヴィダルがテレビ番組『Philco Television Playhouse』のために書いた原作『ビリー・ザ・キッドの死』をレスリー・スティーヴンスが脚色し映画化した作品。監督は本作が映画監督デビューとなったアーサー・ペン。出演はポール・ニューマンなど。
1961年には、ベルギー映画批評家協会のグランプリを受賞した。

## キャスト
| 役名               | 俳優                         | 日本語吹替        | 日本語吹替   |
| 役名               | 俳優                         | NETテレビ版1      | NETテレビ版2 |
| ------------------ | ---------------------------- | ----------------- | ------------ |
| ビリー・ザ・キッド | ポール・ニューマン           | 川合伸旺          | 川合伸旺     |
| セルサ             | リタ・ミラン                 | 小原乃梨子        | 渡辺典子     |
| ギャレット         | ジョン・デナー               | 森川公也          | 中村正       |
| モールトリー       | ハード・ハットフィールド     | 日恵野晃          |              |
| チャーリー         | ジェームス・コンドン         | 市川治            | 市川治       |
| トム               | ジェームス・ベスト           | 仲村秀生          | 仲村秀生     |
| タンストール       | コリン・キース・ジョンストン | 諏訪孝二          |              |
| その他             | N/A                          | 田中康郎 清川元夢 |              |

- NETテレビ版1：初回放送1967年1月28日『土曜洋画劇場』21:00-23:00
- NETテレビ版2：初回放送1971年11月13日『土曜映画劇場』